# 小林晋一郎
小林 晋一郎（、1955年〈昭和30年〉5月25日 - ）は、日本の歯科医師、歯学者、開業医。神奈川歯科大学短期大学部客員教授、元神奈川歯科大学口腔外科（現・顎顔面外科学講座顎顔面外科学分野）講師。北海道札幌市出身。
本業ではないが、特撮ファンとしての執筆活動も行っており、「ゴジラシリーズ」と「ウルトラシリーズ」でそれぞれ1回ずつストーリー原案が採用されたことがある。

## 経歴
1980年に神奈川歯科大学歯学部卒業後、神奈川歯科大学口腔外科大学院に進学、1984年歯学博士号を取得し、卒業後は、口腔外科助手、講師（1988年 - ）を経て開業。現在同講座（現・顎顔面外科学講座顎顔面外科学分野）非常勤講師および神奈川歯科大学短期大学部客員教授を務める。
学生時代には、萩尾望都の影響を受けて漫画家を目指したこともあり、『週刊マーガレット』の新人漫画賞に入選し、同誌にデビュー作が掲載される予定であったが、大学院の学位論文発表と重なったため執筆を断念した。この時に執筆していた作品の1つである『風に哭くビオランテ』は後に『ゴジラvsビオランテ』にアイデアを転用している。

## 関わった特撮作品

### テレビ
『帰ってきたウルトラマン』第34話「許されざるいのち」（1971年）
当時高校生だった小林が、13本分の怪獣デザインとストーリー原案を円谷プロに送ったところ、そのうちの1本（題名は『狂った生命』）が採用された。この回に登場した怪獣「レオゴン」の原案をデザインし、これは当時の新聞にも掲載された。
『ミラーマン』（1971年）
第3話「消えた超特急」に登場した怪獣・ダークロンの原案をデザイン。『帰ってきたウルトラマン』用にデザインしたガロア星人が元である。

### 映画
『ゴジラvsビオランテ』（1989年） - 原案
ストーリー原案コンテストの公募作品5,025本の中から選ばれた。また、本作品以降のゴジラには歯科医である小林の意見が取り入れられ、歯が二重歯列となっている。公開当時の正業は、神奈川歯科大学講師。
同作品には、エキストラとして小林の実子も出演している。
『ゴジラvsスペースゴジラ』（1994年） - 原案
自身が描いたデザイン案と共に企画書『ゴジラvsネオゴジラ』を提出しており、完成作品でのスペースゴジラの基本コンセプトである「結晶生物」のアイデアのもととなっている。タバコモザイクウイルスを基に、生物であり生物でない存在という発想でデザインされた。
『ゴジラ2000 ミレニアム』（1999年）
エンディングテロップで「協力」として名前がある。

## 著作

### 主な著作・共著
参考：
- 『ウルトラマン白書』（朝日ソノラマ） - 第1版にて『形態学的ウルトラマンデザイン論』を書く。
- 『形態学的怪獣論』朝日ソノラマ、1993年
- 共著『怪獣大戦争 怪獣小説集II』出版芸術社、1993年[注釈 1]
- 共著『イザ! という時、この処方』クインテッセンス出版、1997年
- 『秋の日のヴィオロンとゴジラ / 歯界展望』医歯薬出版、1998年 - 1999年連載
- 『初心者のための智歯抜歯』クインテッセンス出版、1999年
- 『バルタン星人はなぜ美しいか 形態学的怪獣論〈ウルトラ〉編』朝日ソノラマ、2003年[4]
- 共著『歯科臨床に役立つ炎症の話』クインテッセンス出版、2007年
- 共著『「ゴジラ」東宝特撮未発表資料アーカイヴ プロデューサー・田中友幸とその時代』角川書店、2010年[注釈 1]

### 雑誌連載
- 『新・形態学的怪獣論』 - 特撮雑誌「宇宙船」にて連載。ウルトラ怪獣のデザインについての論考。1995年冬号（71号）から掲載。

### その他
- 怪獣画廊（開田裕治、1995年、メディアワークス） - 各章の扉に一文を書く。

## 論文
- 小林晋一郎、木下靱彦、本間義郎「顎下部Warthin腫瘍の1例 組織化学的および電顕的検索を加えて」（PDF）『日本口腔外科学会雑誌』第28巻第6号、日本口腔外科学会、1982年6月、891-902頁、doi:10.5794/jjoms.28.891、ISSN 0021-5163、NAID 40003966286、JOI:JST.Journalarchive/jjoms1967/28.891。
- 小林晋一郎「唾石症における唾液成分の病態生化学的研究(第1報)」『日本口腔外科学会雑誌』第28巻第13号、日本口腔外科学会、1982年12月、2264-2265頁、ISSN 0021-5163。
- 小林晋一郎「唾石症における唾液成分の病態生化学的研究(第2報)」『日本口腔外科学会雑誌』第29巻第13号、日本口腔外科学会、1983年12月、2485頁、ISSN 0021-5163。
- 小林晋一郎「唾石症における唾液成分の病態生化学的研究」『神奈川歯学』第18巻第4号、神奈川歯科大学学会、1984年3月、521-522頁、ISSN 0454-8302。
- 小林晋一郎「唾石症における唾液成分の病態生化学的研究 特に石灰化抑制因子を中心にして」（PDF）『日本口腔外科学会雑誌』第30巻第8号、日本口腔外科学会、1984年8月、1087-1098頁、doi:10.5794/jjoms.30.1087、ISSN 0021-5163、NAID 10006611450、JOI:JST.Journalarchive/jjoms1967/30.1087。
- 小林晋一郎「被爆者の上顎洞内に生じた悪性黒色腫の1例」『日本口腔科学会雑誌』第34巻第4号、日本口腔科学会、1985年10月、852-853頁、ISSN 0029-0297。